# Тишковець Віктор Павлович
Віктор Павлович Тишковець — український астроном, доктор фізико-математичних наук, лауреат Державної премії України в галузі науки і техніки (2010).

## Життєпис
Народився 20.05.1951 року в Сумський обл. Вищу освіту отримав в Харківському державному університеті ім. О.М.Горького (1968-1973) на астрономічному відділенні фізичного факультету. Кандидатська дисертація ”Рассеяние света несферическими частицами в атмосферах планет” (1982), докторська дисертація “Многократное рассеяние электромагнитных волн дискретными случайными средами” (2009).
Під час роботи в астрономічній обсерваторії ХГУ, Тишковець разом з Юрієм Шкуратовим і Леонідом Акімовим досліджував опозиційний ефект, розсіювання світла несферичними частинками, поляризаційні властивості безатмосферних небесних тіл. 1982 року під керівництвом Юрія Александрова він захистив кандидатську дисертацію «Розсіювання світла несферичними частинками в атмосферах планет».
2010 року Тишковець був нагороджений Державна премія України в галузі науки і техніки за роботу «Розвиток теоретичних основ, розробка та застосування поляриметричних методів і апаратури для дистанційного зондування об'єктів Сонячної системи наземними та аерокосмічними засобами». Того ж року захистив докторську дисертацію.
Працює в Радіоастрономічному інституті НАН України. З 2012 завідує відділом космічної радіофізики.
Від 1 січня 2018 року — член Вченої ради Радіоастрономічного інституту НАН України.

## Відзнаки
- Державна премія України в галузі науки і техніки (2010)[1].